# Coppa Sabatini 2003
La Coppa Sabatini 2003, cinquantunesima edizione della corsa, si svolse il 25 settembre 2003 su un percorso di 197,7 km. La vittoria fu appannaggio dell'italiano Paolo Bossoni, che completò il percorso in 4h59'21", precedendo i connazionali Luca Paolini e Mirko Celestino.

## Ordine d'arrivo (Top 10)
| Pos. | Corridore           | Squadra                 | Tempo    |
| ---- | ------------------- | ----------------------- | -------- |
| 1    | Paolo Bossoni       | Vini Caldirola-So.di    | 4h59'21" |
| 2    | Luca Paolini        | Quickstep-Davitamon     | s.t.     |
| 3    | Mirko Celestino     | Saeco                   | s.t.     |
| 4    | Aleksandr Kolobnev  | Domina Vacanze-Elitron  | s.t.     |
| 5    | Gorazd Štangelj     | Fassa Bortolo           | s.t.     |
| 6    | Paolo Lanfranchi    | Panaria-Fiordo          | s.t.     |
| 7    | Martin Elmiger      | Phonak Hearing Systems  | s.t.     |
| 8    | Ruggero Borghi      | Mercatone Uno-Scanavino | s.t.     |
| 9    | José Iván Gutiérrez | iBanesto.com            | s.t.     |
| 10   | Massimo Codol       | Mercatone Uno-Scanavino | s.t.     |